# Уїшань (гори)
Уїшань (кит. 武夷山) — система гір в китайських провінціях Фуцзянь та Цзянсі. У 1999 році включено до Всесвітньої спадщини ЮНЕСКО. Назва перекладається як «Гори варвара-вояка».

## Опис
Розташовані у повітах Чун'ань та Пучен на північному заході провінції Фуцзянь та півдні провінції Цзянсі південно-східного Китаю. Їх загальна площа — 99975 га. Вони наділені унікальним природним пейзажем, відомі своїм «рельєфом Данься». Піки і скелі, розташовані по обох берегах гірського струмка Цзюцюйсі, відображаються в прозорих водах, утворюють дивно красивий пейзаж (площа 36400 га). Найвищим піком є гора Хуанган, що сягає 2 158 метрів заввишки.
У горах Уїшань зберігся пейзаж, який існував упродовж більш ніж XII століть. Він охоплює низку археологічних та історичних пам'яток, зокрема руїни княжого міста династії Західна Хань I ст. до н. е. (площа 48 га), численні храми, а також руїни Академії неоконфуціанства Чжуцзі, яка виникала в XI столітті. Гори Уїшань вважаються колискою неоконфуціанства.
Основи гір та піків у західній частині складають вулканічні породи, значною мірою саме вони призвели до створення сучасної гірської системи. Східну частину гір становлять з червоного пісковику.
Тут збереглася значна кількість первісних, різноманітних лісових зон, які є найбільшими і представницькими зразками китайських субтропічних лісів і тропічних лісів південного Китаю. У лісових зонах гір Уїшань величезна кількість старовинних та рідкісних видів рослин (2888 видів), деякі з них ростуть лише у Китаї. Найпоширенішими є камелії, магнолії, бук, лавр. Тут також мешкає безліч птахів (256 видів), тварин (71 вид), плазунів (73 види) та земноводних (35 види), комах (4635 видів), риб (40 видів), з яких 49 є ендеміками Китаю і 3 гір Уїшань, зокрема димчастий леопард, китайська велетенська саламандра, чорний мунтчжак, південно-китайський тигр, північнокитайський леопард.
Клімат переважно вологий — 80-85 %, з високим рівнем опадів (2200-3200 мм). В середньому температура становить 12-13 °C (з середних висот й вище).

### Перелік гір
- Хуанган — 2158 м
- Душуцзянь — 2129 м
- Уфушань — 1910.2 м
- Тунбо — 1534.6 м
- Сяншаньцзен — 1528.8 м

## Історія
За дослідженням археологів люди почали селитися біля підніжжя гори Уїшань 4000 років тому. Згідно з китайськими легендами з давніх-давен мешкали мудреці, так званні досконаломудрі, зокрема Пен-цзу (彭租), нащадок міфічного володаря Чжуань-сюя, який назвав двох синів У та Ї на честь цієї гори. За часів династії Західна хань тут розташовувався центр провінції, а згодом напівнезалежного князівства. Згодом в цій місцях зведено столицю держави Міньюе — Ченкунь. Водночас гори Уїшань стають важливим центром даосизму і буддизму.
У 1975 році стає національним парком Китаю. Згодом приймаються додаткові закони стосовно охорони і збереження цієї території. У 1999 році гори Уїшань увійшли до списку Всесвітньої спадщини ЮНЕСКО.
Сьогодні на території розташовано 14 сіл. Тут вирощуються одні з найкращих китайських чаїв — Бай Цзі Гуань, Цзінь Шуї, Ті Луошань, Сі Дамін Конг. Водночас посилюється тиск діяльності людини на навколишнє середовище.